# GOTJ 2005
GOTJ 2005 è un EP della Psychopathic Family.

## Tracce
1. Insane Clown Posse – Intro
2. Twiztid – Whatever it Takes